# Patrick Kühl
Patrick Kühl, né le 26 mars 1968 à Güstrow, est un nageur est-allemand.

## Carrière
Patrick Kühl participe aux Jeux olympiques d'été de 1988 à Séoul et remporte la médaille d'argent dans l'épreuve du 200 m 4 nages.

## Palmarès

### Championnats d'Europe
- Championnats d'Europe 1987 à Schiltigheim (France) :
  -  Médaille de bronze du 400 m 4 nages.
- Championnats d'Europe 1989 à Bonn (Allemagne de l'Ouest) :
  -  Médaille d'argent du 400 m 4 nages.
- Championnats d'Europe 1991 à Athènes (Grèce) :
  -  Médaille d'argent du 400 m 4 nages.